# El Mangal, Campeche
El Mangal är en ort i Mexiko.   Den ligger i kommunen Palizada och delstaten Campeche, i den sydöstra delen av landet, 800 km öster om huvudstaden Mexico City. El Mangal ligger 6 meter över havet och antalet invånare är 178.
Terrängen runt El Mangal är mycket platt. Runt El Mangal är det mycket glesbefolkat, med 2 invånare per kvadratkilometer. Närmaste större samhälle är Palizada, 3,2 km väster om El Mangal. Omgivningarna runt El Mangal är en mosaik av jordbruksmark och naturlig växtlighet.